# الأذكار المنتخب من كلام سيد الأبرار (كتاب)
كتاب الأذكار المنتخب من كلام سيد الأبرار مؤلفه الإمام يحيى بن شرف النووي الدمشقي، كتاب في الأدعية والأوراد.

## وصف الكتاب
كتاب جمع فيه الإمام النووي الأذكار والأوراد والأدعية المنتخبة من حديث النبي ﷺ، وأكثرها مروي من الكتب الستة : البخاري ومسلم وأبي داوود والترمذي والنسائي ومحمد بن ماجه، ويذكر الإمام النووي الكتاب الذي أخذ منه الحديث والصحابي راوي الحديث أيضًا. ولكنه تعمد حذف الأسانيد لأن القارئ المستهدف هو المتعبد وليس المتعلم فمما ورد في مقدمة الكتاب «فقصدت تسهيل ذلك على الراغبين؛ فشرعت في جمع هذا الكتاب مختصرًا مقاصد ما ذكرته تقريبًا للمعتنين، وأحذف الأسانيد في معظمه لما ذكرته من إيثار الاختصار، ولكونه موضوعًا للمتعبدين، وليسوا إلى معرفة الأسانيد متطلعين، بل يكرهونه وإن قصر إلا الأقلين، ولأن المقصود به معرفة الأذكار والعمل بها وإيضاح مظانها للمسترشدين، وأذكر إن شاء الله تعالى بدلًا من الأسانيد ما هو أهم منها مما يخل به غالبًا وهو بيان صحيح الأحاديث وحسنها وضعيفها ومنكرها، فإنه مما يفتقر إلى معرفته جميع الناس إلا النادر من المحدثين، وهذا أهم ما يجب الاعتناء به، وما يحققه الطالب من جهة الحفاظ المتقنين، والأئمة الحذاق المعتمدين، وأضم إليه إن شاء الله الكريم جملًا من النفائس من علم الحديث، ودقائق الفقه، ومهمات القواعد، ورياضات النفوس، والآداب التي تتأكد معرفتها على السالكين وأذكر جميع ما أذكره موضحًا بحيث يسهل فهمه على العوام والمتفقهين»   ، يشتمل على أبواب كثيرة جدا تتناول موضوعات مختلفة ومتنوعة منها أذكار الصلاة ، والحج والصيام والجهاد والموت والنوم و عند الكرب، وفي العيدين وعند الكسوف والاستسقاء وزيارة المريض ودخول المسجد ولبس الثياب ودخول الخلاء وأذكار الصباح والمساء وعند ركوب الدابة والسفينة وغير ذلك، وأذكار الجماع ، والسلام ، والزواج وغيرها من الموضوعات.

## انتشار الكتاب
تلقي كتاب النووي بالقبول، وقد شرح الحافظ ابن حجر معظم أحاديثه وخرجها في ألف درس (أمالي ابن حجر)، وألف محمد ابن علان الصديقي شرحًا بعنوان (الفتوحات الربانية على الأذكار النووية) واختصر في أوله أمالي ابن حجر. وللكتاب انتشار كبير في العالم الإسلامي إلى اليوم، وتلقاه بالقبول معظم المسلمين على اختلاف مذاهبهم وتوجهاتهم. فهو معتمد عند الصوفية ومقبول عند السلفية

## نقد الكتاب
انتقد كتاب الأذكار للنووي في اعتماده على كتاب عمل اليوم والليلة للمحدث ابن السني وترك كتاب شيخ ابن السني النسائي وهذا ما نبه إليه ابن حجر

## مخطوطات الكتاب
من المخطوطات المعتمدة في طبعة دار المنهاج بجدة مخطوطة كتبت سنة 695 هـ بخط ابن الزملكاني، وهي من مقتنيات مكتبة تشستر بيتي في دبلن عاصمة إيرلندا.